# 三井不動産フロンティアリートマネジメント
三井不動産フロンティアリートマネジメント株式会社（みついふどうさんフロンティアリートマネジメント）は、東京都中央区に本社を置く不動産投資信託資産運用委託業務会社である。2003年8月に日本たばこ産業（JT）の完全子会社フロンティア・リート・マネジメントとして設立されたが、2008年3月に三井不動産に全株式が譲渡され、現商号に変更した。

## 会社概要
- 設立 2003年
- 資本金 4億5000万円

## 所在地
- 東京都中央区銀座6丁目8番7号